# Грибівський деканат
Грибівський деканат — колишня структурна одиниця Перемишльської єпархії греко-католицької церкви з центром в м. Грибів. Очолював деканат декан. У 1934 році деканат був включений до Апостольської адміністрації Лемківщини.

## Територія
В 1936 році в Грибівському деканаті було 10 парафій:
1. Парафія с. Баниця з філією в с. Чертижне;
2. Парафія с. Берест з філією в с. Поляни;
3. Парафія с. Більцарева з філією в м. Грибів;
4. Парафія с. Брунари Вижні з філією в с. Чарна та приходом у с.  Брунари Нижні, с. Яшкова;
5. Парафія с. Ізби з філією в с. Білична;
6. Парафія с. Кам'яна;
7. Парафія с. Королева Руска з філією в с. Богуша;
8. Парафія с. Снітниця з філією в с. Ставиша;
9. Парафія с. Флоринка з приходом у с. Вафка;
10. Парафія с. Чирна з філією в с. Перунка.

### Декан
- 1936 — о. Антоній Погорецкій, парох в Брунарах Вижних.

### Кількість парафіян
1936 — 4 801 особа.
Деканат було ліквідовано в травні 1946 р.